# Can Colomer (Terrassa)
Can Colomer és una masia del municipi de Terrassa (Vallès Occidental) protegida com a bé cultural d'interès local. És situada al nord-oest de la ciutat, fora de la trama urbana, vora el km 1,6 de la B-122, o carretera de Rellinars, a prop del barri del Poblenou i a poca distància de Can Roca i el torrent de Can Colomer, o torrent Mitger de Ca n'Amat, emissari de la riera del Palau. El mas es troba en terrenys del Parc Agroforestal de Terrassa.
A l'est de la masia, més enllà de la casa de Mon Repòs, hi ha les restes de l'antiga bòbila de Can Colomer, inclosa en l'Inventari del Patrimoni Arquitectònic de Catalunya, i de la bòbila Benaiges. Al sud-oest del mas, vora el torrent, hi ha les despulles del roure de Can Colomer, arbre declarat d'interès local, que havia arribat a ser un dels tres roures més grans del Vallès Occidental. Va caure a causa d'una forta ventada al final del 2014 i es va tallar per fer-ne llenya, però actualment torna a estar dret en memòria de tots aquells fets.

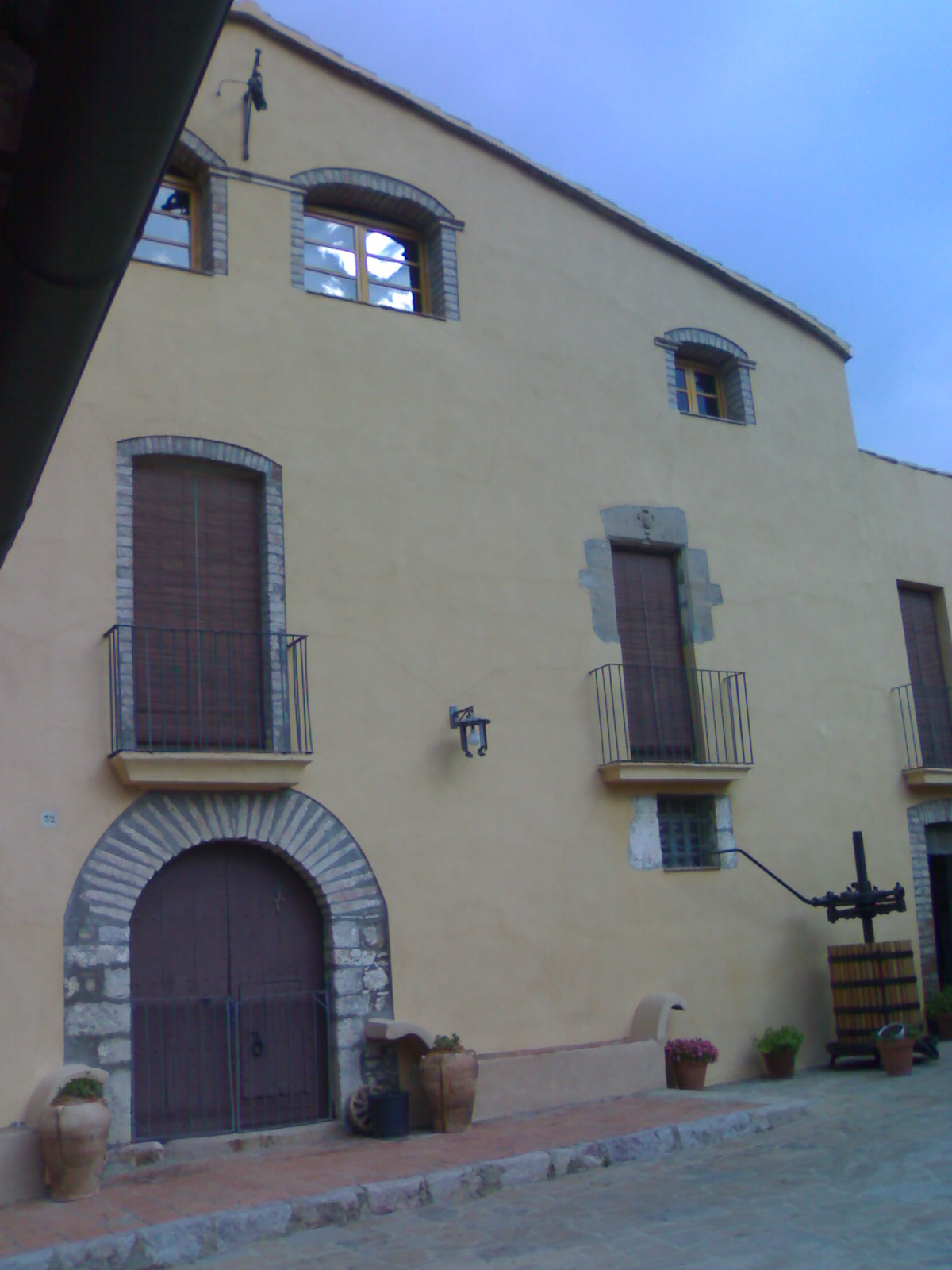
Detall de la façana principal

## Descripció
L'edifici principal és de planta rectangular amb la coberta a dos vessants, a la qual se li han afegit plantes adossades que es podien usar com a pallisses i graners, una torre d'aigües i un mur de tanca al camí d'accés i altres edificis. El mas consta de tres plantes, mentre que els altres edificis adjacents en tenen dues o només una.

## Urbanització de Can Colomer
En terrenys de Can Colomer hi ha en projecte una urbanització residencial que conformarà un dels nous barris de la ciutat.

## Galeria d'imatges

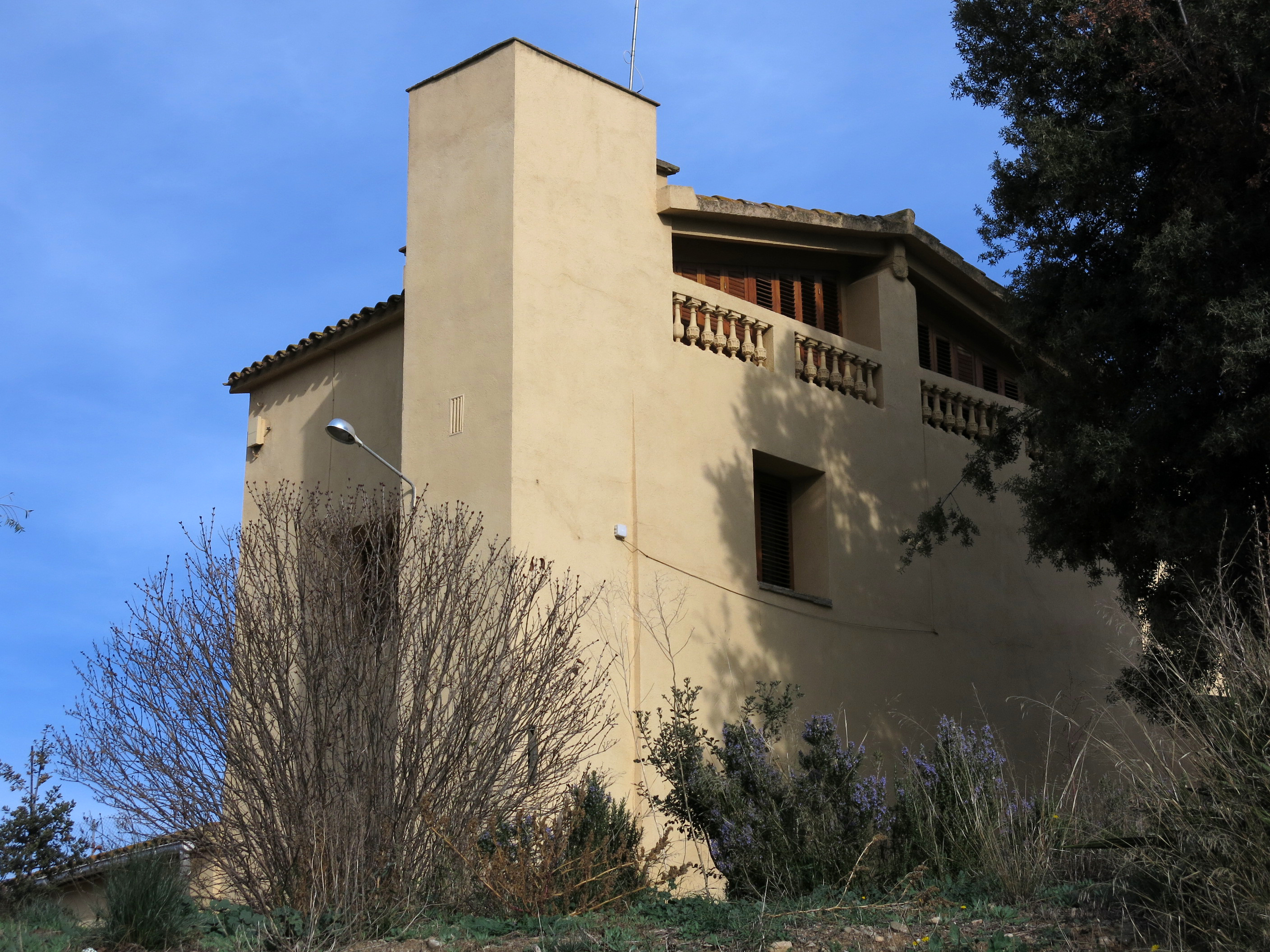
Masia de Can Colomer, angle sud-oest
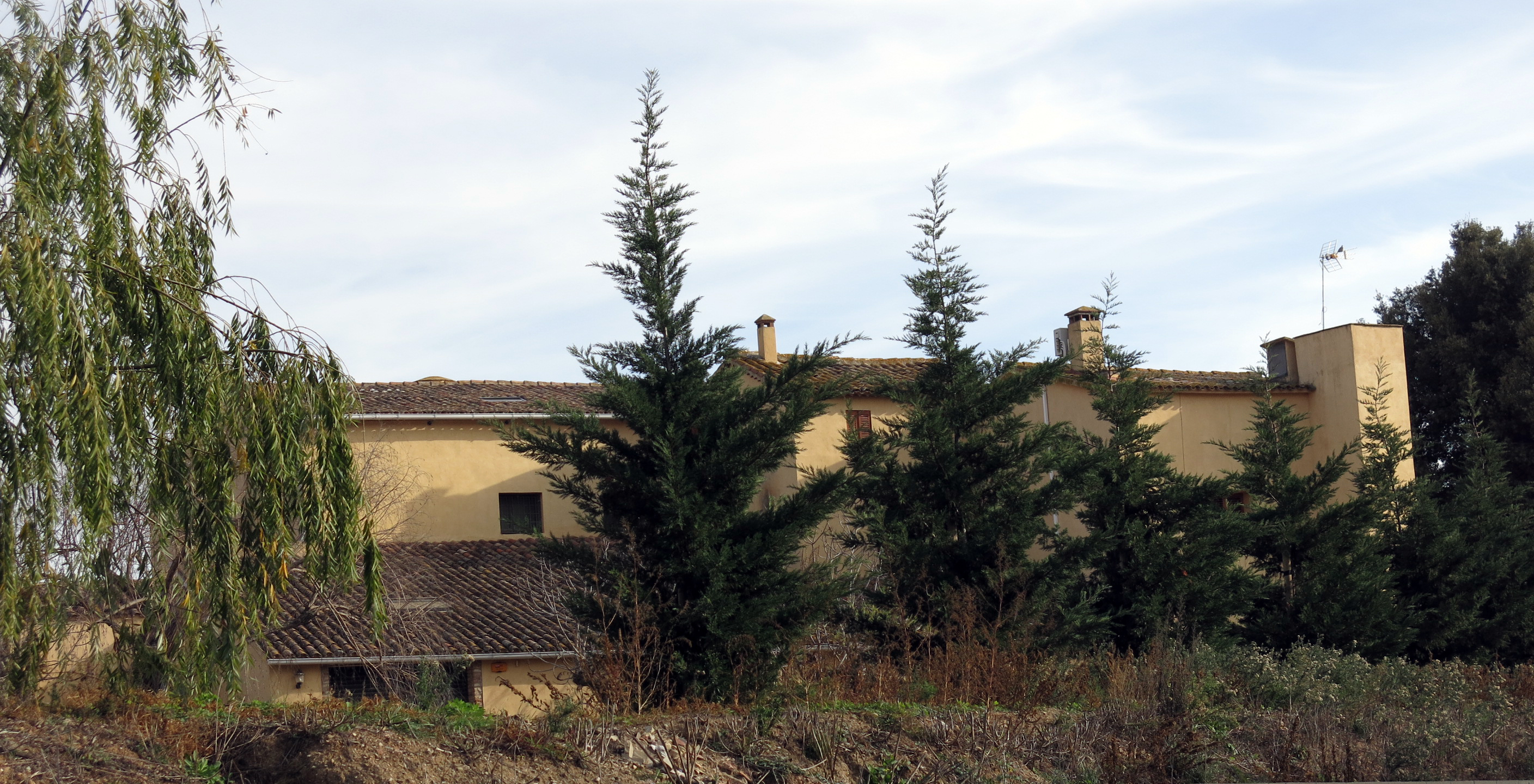
Masia de Can Colomer, façana oest
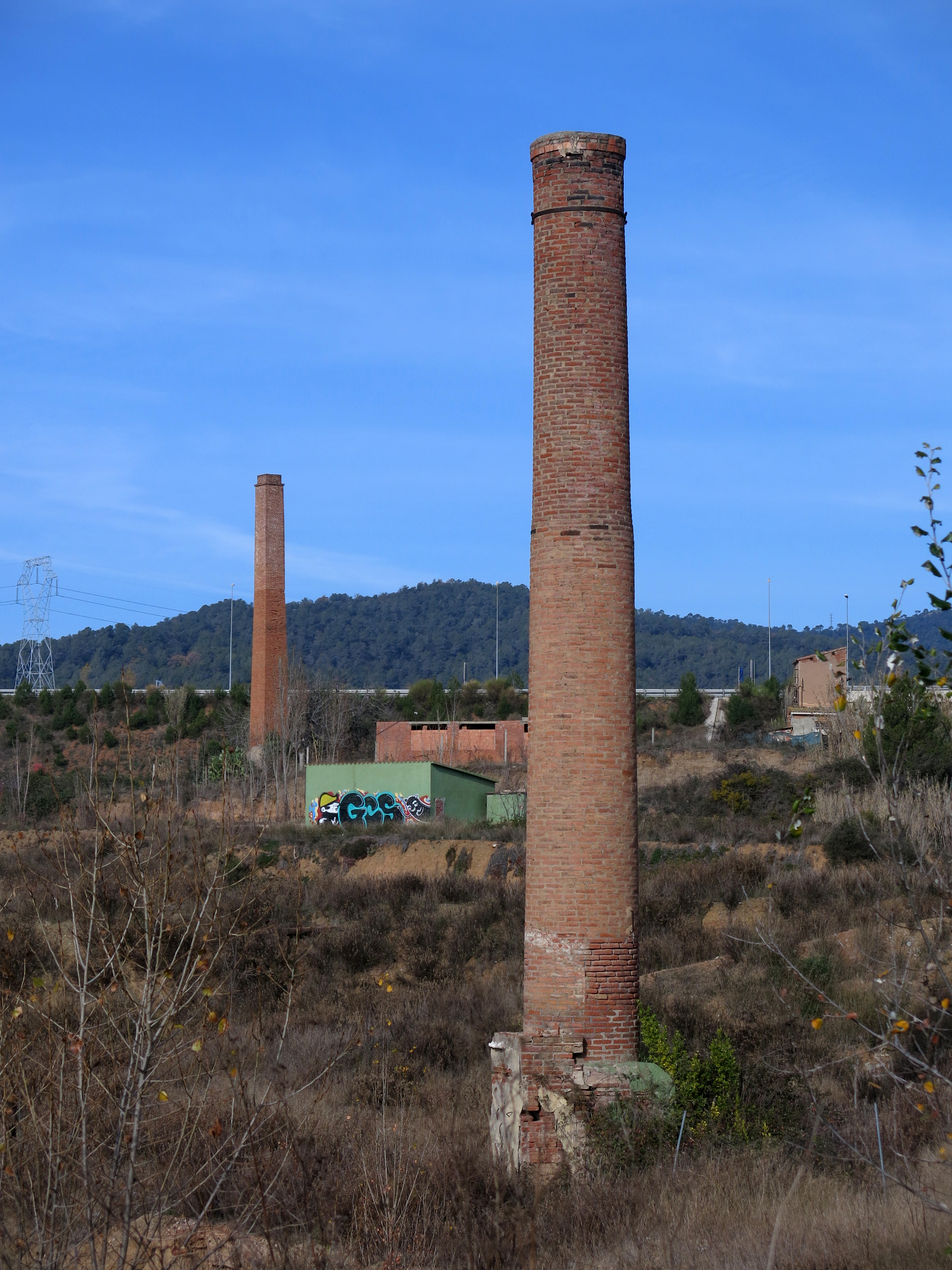
Xemeneia de la bòbila de Can Colomer, al fons la de la bòbila Benaiges
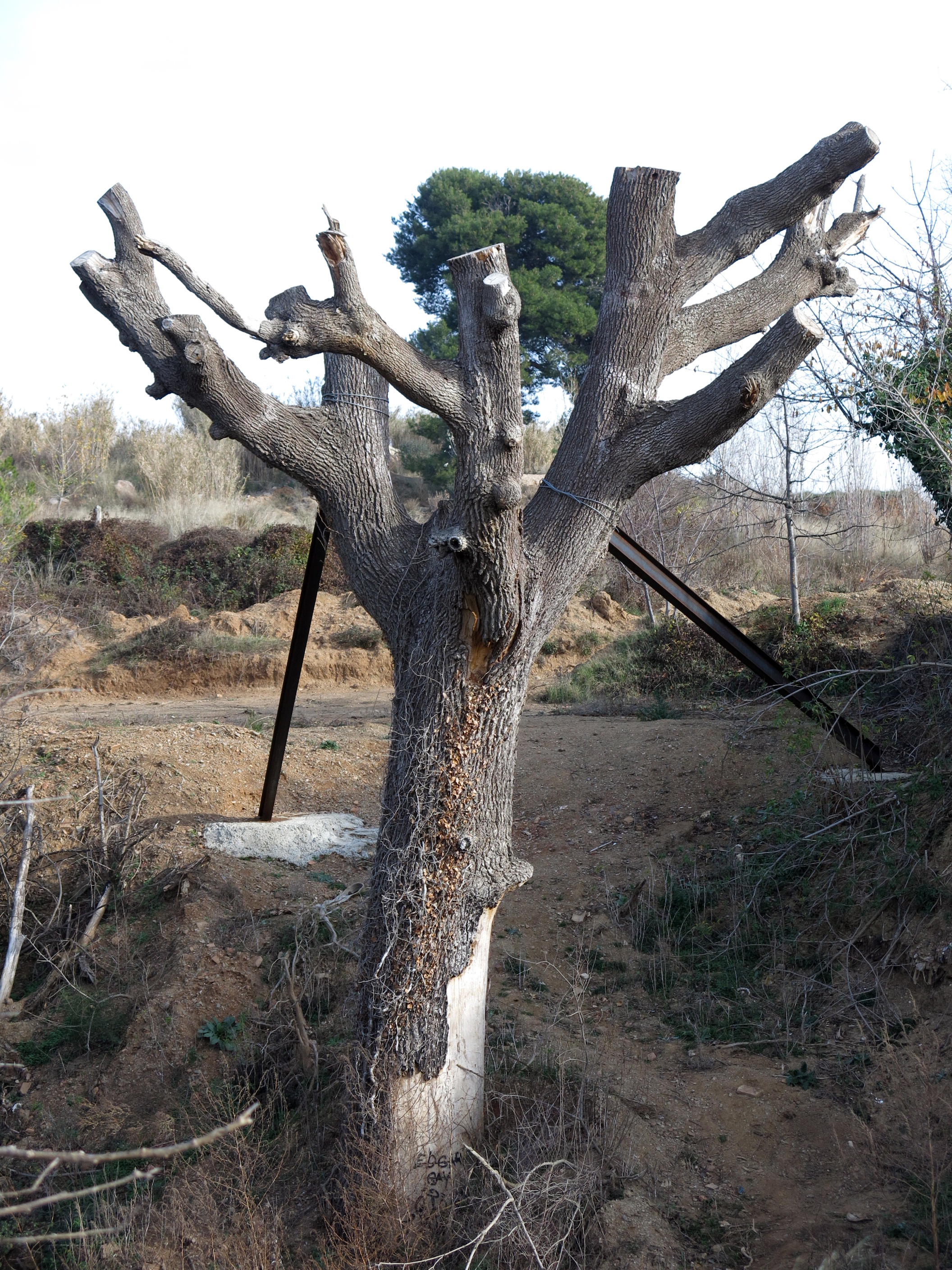
Roure de Can Colomer